# Itautec I-7000
O I-7000 foi o primeiro microcomputador fabricado pela empresa brasileira Itautec. Era um equipamento funcionalmente compatível com o sistema operacional CP/M de 8 bits, utilizando o SIM/M criado pela Itautec. o I-7000 tinha uma versão com menos recursos de expansão e com teclado simplificado, o I-7000 Jr. Ao lançar em 1985 o seu "clone" do IBM PC-XT, a Itautec preferiu continuar com a denominação do modelo de 8 bits, chamando-o de  I-7000 PCxt.

## Especificações técnicas (I-7000)
- Teclado: mecânico, 80 teclas (com teclado numérico reduzido e teclas de função)
- Display:
  - 40 X 25 texto
  - 80 X 25 texto
  - 160 X 100 (8 cores)
  - 640 X 200 (monocromático, com placa de expansão)
  - 320 X 200 (16 cores, com placa de expansão)
- Expansão:
  - 1 slot para cartucho (frontal)
  - 4 slots de expansão internos
- Portas:
  - 1 saída de vídeo composto para monitor de vídeo colorido
  - 2 interfaces para gravador cassete
  - 1 porta serial RS-232C
  - 1 interface paralela
- Armazenamento:
  - Fita cassete
  - Até 4 drives de disquete externo de 8" (FD/DD, 1,1 MB) e/ou 5 1/4"
  - Até 1 HD externo (tipo "Winchester") de 5 ou 10 MB